# Abborrtjärnen (Seglora socken, Västergötland)
Abborrtjärnen är en sjö i Borås kommun i Västergötland och ingår i Viskans huvudavrinningsområde.